# Masia de La Salle
La Masia de La Salle és un edifici de Premià de Mar (Maresme) protegit com a Bé Cultural d'Interès Local.

## Descripció
Es tracta d'una casa a quatre vents amb un cos central amb crugia central paral·lela a la façana. Consta d'una escala de dos trams. Dues naus laterals ocupen tota l'amplada de l'edifici.
El cos central té terrat pla i volum d'escala. Les naus laterals estan també cobertes per terrat pla.
L'immoble està orientat a sud i té una estructura simètrica. El cos central té planta baixa i dues plantes pis. A la planta baixa hi ha la porta d'accés, dues finestres amb llinda i dues portes d'arc rebaixat que donen accés a les naus. Trobem una motllura continua. A la planta pis hi ha un balcó amb barana de ferro i dues finestres laterals. També hi ha una motllura continua. Al darrer pis hi ha tres grups de dobles finestres, una cornisa i l'ampit del terrat.